# Dystasia grisescens
Dystasia grisescens là một loài bọ cánh cứng trong họ Cerambycidae.